# Skrammelbil
Skrammelbil, även känd som Uppför en backe och över en bro, är en barnvisa från 1970-talet av Vardagsgruppen. Sången består av fem verser och beskriver en bilresa.

## Publikation
- Bulleribjörk, 197?
- Smått å Gott, 1977
- Barnvisor och sånglekar till enkelt komp, 1984

## Inspelningar
En tidig inspelning gjordes av Lasse Lönndahl, och gavs ut på skiva 1977.

### Fotnoter
1. ↑  ”Svensk mediedatabas”. http://smdb.kb.se/catalog/id/001554366. Läst 18 maj 2011.